# Clément Roman
Clément Roman (Nederbrakel, 22 februari 1938) is een voormalig Belgisch wielrenner, beroeps van 1961 tot 1966.
Hij werd in 1957 Belgisch kampioen bij de liefhebbers. Zijn belangrijkste zege behaalde hij in de Grote Prijs van Frankfurt (Rund um den Henninger-Turm) in 1964. Daarnaast zegevierde hij ook in de Ronde van Vlaanderen B, Dwars door België, Strijpen en Dr. Tistaertprijs Zottegem. Hij nam tweemaal deel aan de Ronde van Frankrijk (1964 en 1965).
Na zijn loopbaan baatte hij tot aan zijn pensioen een bekend café uit op de Heldenlaan te Zottegem.

## Erelijst
1957
- Nationaal kampioen bij de liefhebbers

1962
- Omloop der Zennevalei
- Ronde van Vlaanderen "B"
- Strijpen

1963
- Eindklassement Dwars door België
- GP Isbergues
- Roeselare

1964
- Kustpijl
- Dr. Tistaertprijs Zottegem
- Rund um den Henninger-Turm

## Resultaten in voornaamste wedstrijden
| Jaar | Ronde van Italië | Ronde van Frankrijk | Ronde van Spanje |
| ---- | ---------------- | ------------------- | ---------------- |
| 1960 |                  |                     |                  |
| 1961 |                  |                     |                  |
| 1962 |                  |                     |                  |
| 1963 |                  | opgave              |                  |
| 1964 |                  | buiten tijd         |                  |

| Jaar | Milaan-San Remo | Gent-Wevelgem | Ronde van Vlaanderen | Parijs-Roubaix | Luik-Bast.‑Luik | Parijs-Tours |
| ---- | --------------- | ------------- | -------------------- | -------------- | --------------- | ------------ |
| 1960 |                 |               |                      |                |                 | 39e          |
| 1961 |                 | 11e           | 42e                  | 52e            | 28e             | 97e          |
| 1962 |                 | 57e           |                      | 41e            |                 |              |
| 1963 | 119e            |               |                      |                |                 | 15e          |
| 1964 |                 |               |                      | 68e            | 25e             |              |

Wielerploegen van Clément Roman
Andries ·
Baert ·
Bels ·
Blavier ·
Borgmans ·
Bosmans ·
Buysse ·
Claeys ·
De Backer ·
De Boever ·
De Laet ·
Demunster ·
De Pauw ·
De Pré ·
Deleye ·
Deloof ·
Demaer ·
Denys ·
Depover · 
Despeghel ·
Devoldere ·
Dewitte ·
Doom ·
Duerinckx ·
Dussault ·
Englebert ·
Ertveldt ·
Favre ·
Flecy ·
Gosselin ·
Gräser (tot 31/05) ·
Hanssen ·
Heye ·
Heyvaert ·
Hoevenaars ·
Hooberghs ·
Hubar ·
Huyskens ·
Janssen ·
Kennedy (tot 25/06) ·
Lamote ·
Laroy ·
Ledru ·
Luyten ·
Machiels (tot 05/06) ·
McLennan ·
Meuleman ·
Michiels ·
Moxhet (tot 05/05) ·
Murray ·
Noyelle ·
Nulens ·
Pascal ·
Patteeuw ·
Planckaert ·
Reyers ·
Rijckaert (tot 05/05) ·
Roman ·
Rosseel ·
Saelens ·
Schaeken ·
Schaerlaeckens ·
Schellenberg ·
Schepens ·
Schmidt ·
Soenens ·
Strehler ·
Terryn ·
Tressider ·
Truye ·
Tuytens ·
Uytterhaegen ·
Van de Wiele ·
Van Eckhoudt ·
Van den Broeck · 
Van Holsbeke ·
Van Kerckhove ·
Van Ryssel ·
Vandaele ·
Vandecaveye ·
Vandersmissen ·
Vanhoutte ·
Vanthournout ·
Van Tieghem ·
Verheyden ·
Verpaelt ·
Verplaetse ·
Volckaert ·
Wislet (tot 05/05) ·
Zen
Andries ·
Bar ·
Blavier ·
Borgmans ·
Bosmans ·
Buysse ·
De Boever ·
Demunster ·
De Pré ·
Debaar ·
Decock ·
Dekkers ·
Deloof ·
Demaer ·
Desmet ·
Dewitte ·
Doom ·
Duerinckx ·
Englebert ·
Grondelaers ·
Kennedy ·
Luyten ·
Martinato ·
Meuleman ·
Noyelle ·
Ongenae ·
Palmans ·
Planckaert ·
Roman ·
Rosseel ·
Schaeken ·
Schaerlaeckens ·
Schepens ·
Schmidt ·
Truye ·
Van de Wiele ·
Van D'Huynslager ·
Van den Brande ·
Van den Broeck · 
Van Wynsberghe ·
Vandaele ·
Vandecaveye ·
Vanthournout ·
Verheyden ·
Verpaelt
Andries ·
Baens ·
Baeyens ·
Bocklant ·
Boonen ·
Borra ·
Couchez ·
Da Rugna ·
Deloof ·
De Pré ·
A. Dekkers ·
P. Dekkers ·
Delameilleure ·
Derboven ·
Desmet ·
van Est ·
Foré ·
Grondelaers ·
Henckaerts ·
Impanis ·
Janssens ·
Nijdam ·
Nys ·
Ongenae ·
Planckaert ·
Post ·
Roman ·
Samyn ·
Schroeders ·
Sorgeloos ·
Stevens ·
Vandaele ·
Vanden Bogaert · 
Van den Broeck ·
Vangeneugden · 
Van Looy  ·
Van Tongerloo ·
Vandecaveye · 
van de Ven · 
Zilverberg
Andries ·
Bocklant ·
Boonen ·
Borra ·
Boucquet ·
Brands ·
Colmenarejo ·
E. Coppens ·
R. Coppens ·
Couchez ·
Covent ·
De Pré ·
Dekkers ·
D. Delameilleure ·
G. Delameilleure ·
De Loof ·
A. Desmet ·
W. Desmet ·
Foré ·
G. García ·
H. García ·
Gómez del Moral ·
Gonzales ·
Henckaerts ·
Heuvelmans ·
Jiménez ·
Jongen ·
Lauwers ·
Lenaers ·
Mangeas ·
Mayoral ·
Mendiburu ·
Nijdam ·
Oellibrandt ·
Ongenae ·
Peelen ·
Planckaert ·
Quesada ·
Roman ·
Rosa ·
Samyn ·
Sánchez ·
Segu ·
Sels ·
Sivilotti ·
Soler ·
Stevens ·
Suárez ·
Suñé ·
Tortellá ·
Tous ·
Van den Broeck ·
Van Der Vloet · 
Van Holsbeke · 
Van Tongerloo ·
Vandecaveye · 
Vandenberghe ·
Vanhoutte
Andries ·
Aper ·
Binggeli ·
Blockx ·
Bocklant ·
Boonen ·
Boucquet ·
Brands ·
Cooreman ·
Corstjens ·
Couchez ·
De Loof ·
E. Demunster · 
L. Demunster ·
De Neef ·
Deloof ·
Deville ·
Dujardin ·
Eeckhout ·
Esprit ·
Eugen ·
Everaerts ·
Foré ·
Gekière ·
Gevaert ·
Goots ·
Haelterman ·
Haven ·
Heuvelmans ·
Hoevenaars ·
Jongen ·
Lauwers ·
Lenaers ·
Meert ·
Nolmans ·
Ongenae ·
Peelen ·
Planckaert ·
Post ·
Reybrouck ·
Roman ·
Rüegg ·
Samyn ·
Marcel Seynaeve ·
Michel Seynaeve ·
Suárez ·
Thull ·
Vandenberghe ·
Van Der Vloet ·
Van Poucke ·
Van Tongerloo ·
Vanclooster · 
L. Van Damme · 
R. Van Damme ·
Vandecaveye ·
Vanden Berghen ·
Vanhevel ·
Vanneste ·
van de Ven ·
Vannitsen ·
Vrancken · 
Vyncke ·
van der Vleuten ·
Zilverberg
Andries ·
Baudeweijns ·
Beheydt ·
Blockx ·
Bocklant ·
Boonen ·
Boons ·
Bosmans ·
Boucquet ·
Brands ·
Claes ·
Corstjens ·
Couchez ·
De Loof ·
Demunster (vanaf 14/06) · 
De Pré ·
De Wilde ·
Delameilleure ·
Delefortrie ·
Eeckhout ·
Esprit ·
Eugen ·
Everaerts ·
Foré ·
Frennet ·
Gaelens ·
Gekière ·
Gevaert ·
Gomes de Carvalho ·
Goots ·
Haelterman ·
Haven ·
Hoogewijs ·
Hoskens (vanaf 18/08) ·
Houbrechts ·
Huygens ·
R. Joosen ·
M. Joosen ·
Kindermans ·
Lauwers ·
Lenaers ·
Leijten ·
Meert ·
Miele ·
Molenaers ·
Nolmans ·
Ongenae ·
Planckaert ·
Post ·
Reybrouck ·
Roman ·
Samyn ·
Schütz ·
Sersté ·
Steyaert ·
Thomaes ·
Van De Rijse (vanaf 09/06) ·
Vandenberghe ·
Van Haverbeke ·
Van Loo ·
Van Poucke ·
Van Tongerloo ·
Van Vlierberghe ·
Van Wynsberghe ·
Vanclooster · 
Van Damme ·
Vandromme ·
Vanheste (vanaf 16/05) ·
Vanhevel ·
van de Ven ·
Vergauwe ·
Vermaelen ·
H. Vrancken ·
R. Vrancken · 
Vyncke ·
van der Vleuten